# St. Johannes Baptist (Attendorn)

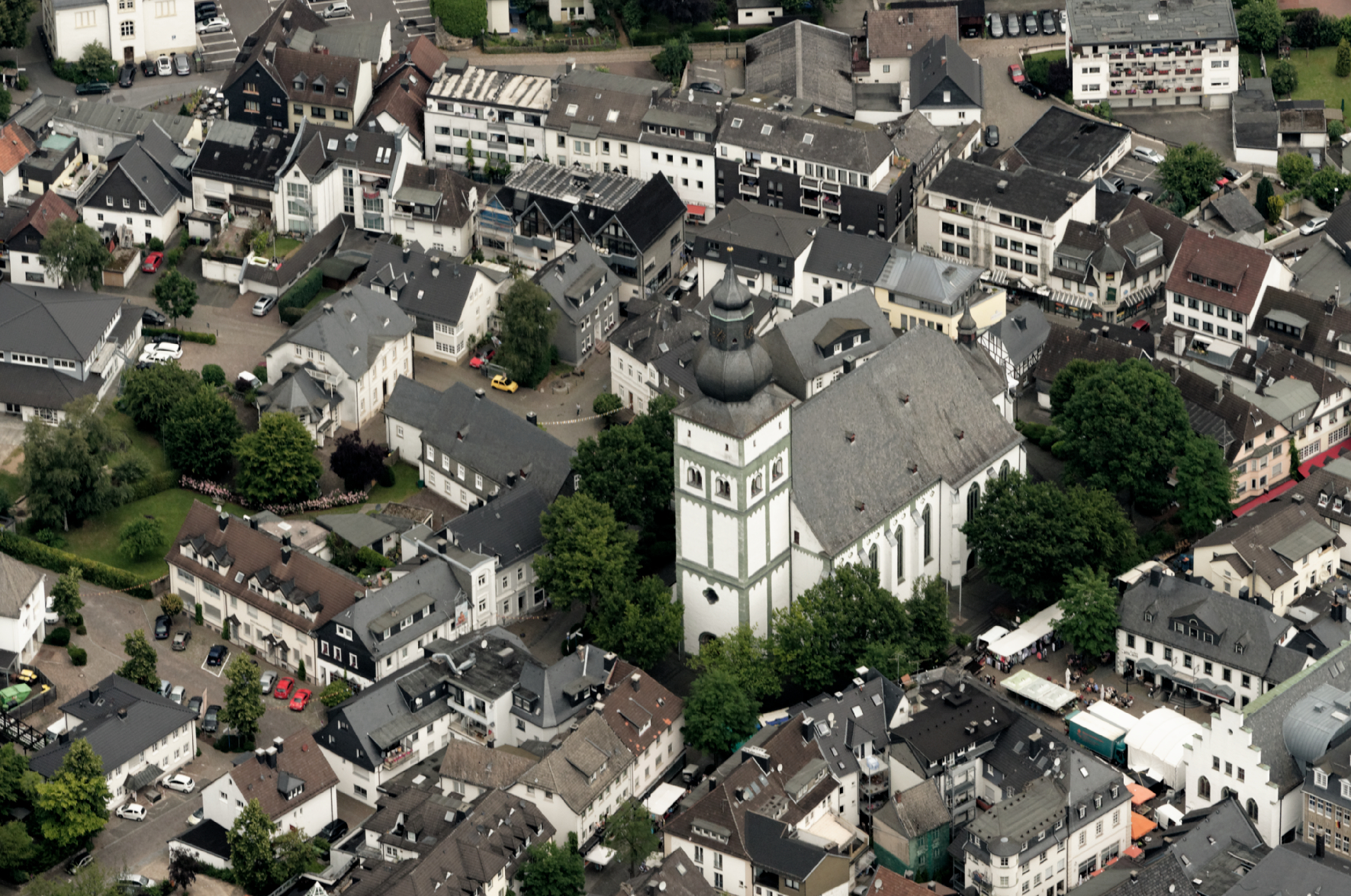
Luftaufnahme (2014)

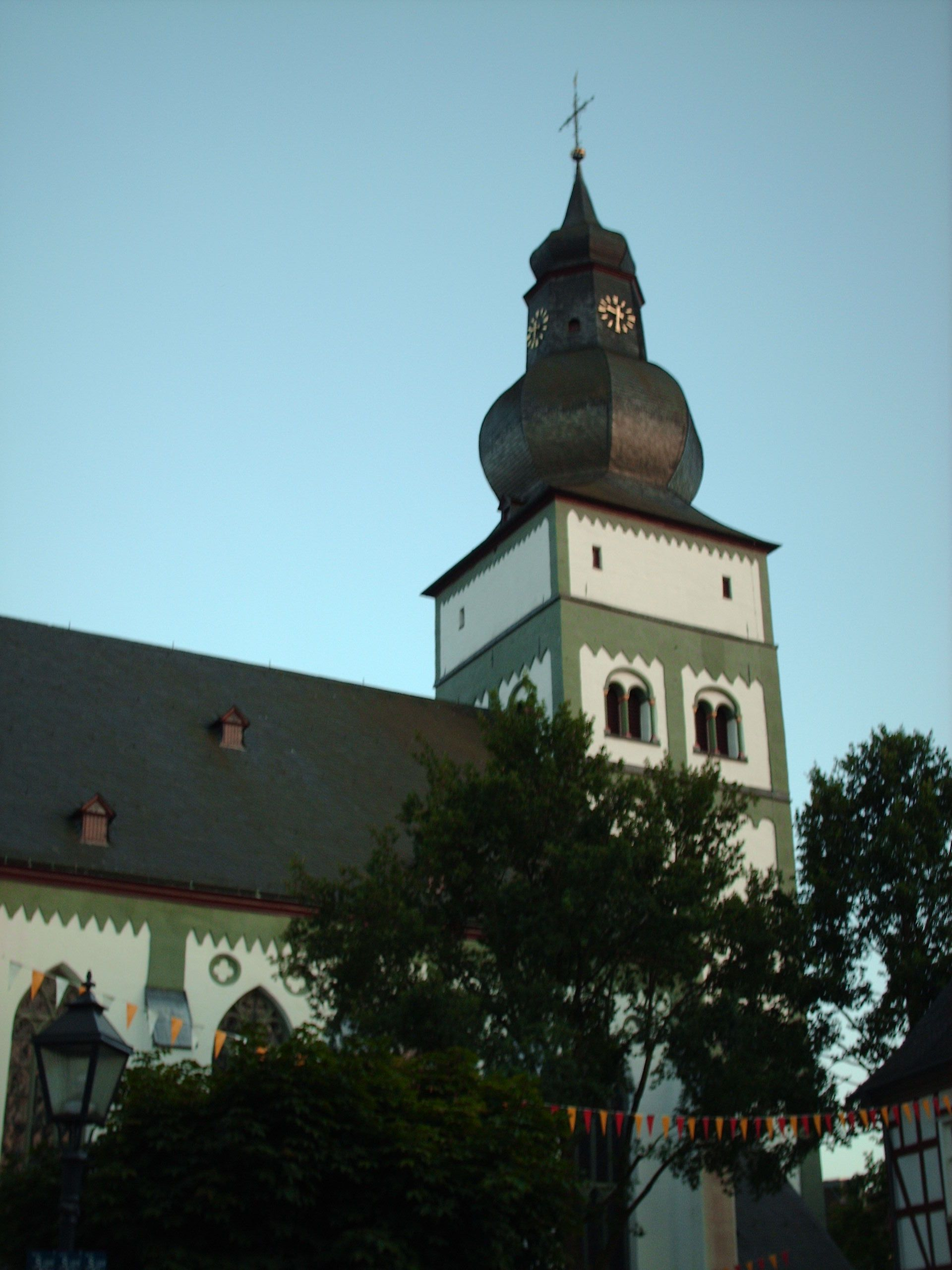
St. Johannes Baptist

Beim Kollegiatstift St. Johannes in Attendorn handelte es sich um eine Stiftung des 14. Jahrhunderts. Seine Aufgabe bestand in der Abhaltung gemeinsamer Stundengebete in der Pfarrkirche. 1825 wurde der Chordienst durch den Paderborner Generalvikar aufgehoben. Der Chorfonds besteht heute noch.

## Geschichte und Entwicklung
Der Attendorner Kaufmann Johann von der Becke stiftete das Chorkapitel, das 1396 vom Kölner Erzbischof Friedrich III. bestätigt wurde. Der Stiftung gehörten sämtliche Priester aus Attendorn an. Ihre Aufgabe bestand darin, dreimal am Tag gemeinsam die kirchlichen Stundengebete zu singen. Zu diesem Zweck versammelten sie sich in der Pfarrkirche von Attendorn, dem so genannten Sauerländer Dom. (Es existiert in Arnsberg-Neheim ebenfalls ein „Dom“. Kirchenpatron ist in beiden Städten Johannes der Täufer.) Der Chorfonds speiste sich aus Einkünften verschiedener Ländereien und Kapitaleinkünften und sicherte so die wirtschaftliche Grundlage des Chorkapitels.
Das Chorkapitel hatte durchschnittlich fünf bis sieben Mitglieder. Es bestand aus dem Pastor und den Vikaren der verschiedenen ortsansässigen Benefizien. Der Senior war der jeweils älteste ortsansässige Priester. Er verwaltete das Vermögen und leitete die Organisation.
1825 beendete der Paderborner Generalvikar Richard Dammers den Chordienst in Attendorn, mit der Begründung, die Geistlichen könnten sonst ihren wesentlichen Amtspflichten nicht mehr nachkommen.

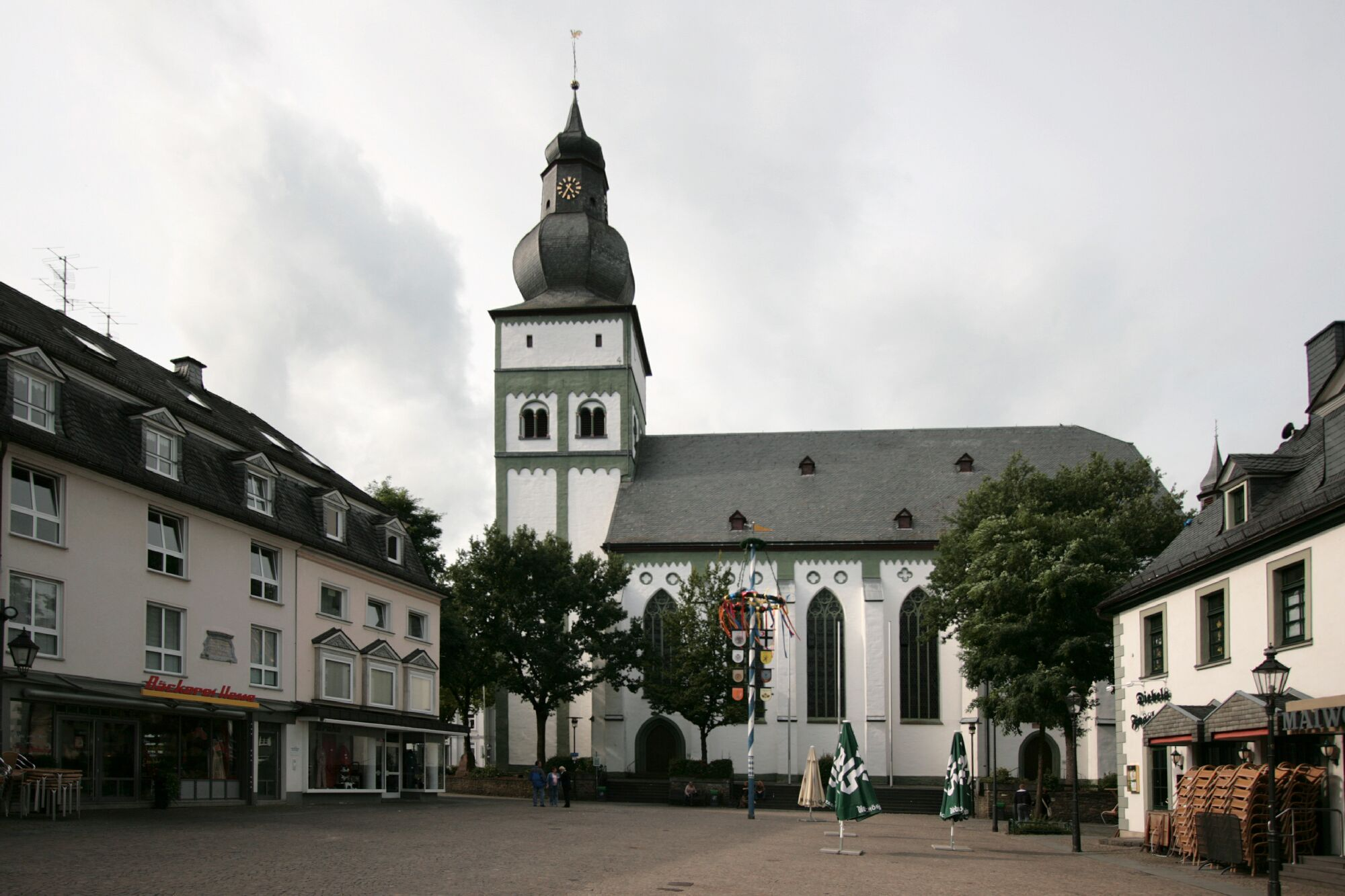
Sauerländer Dom, St. Johannes Baptist, Attendorn

Auf einem Pfarrsiegel wird das Kollegiatstift „Capitulum Attendorniensis St. Joan. Bapt.“ genannt. Überliefert sind ebenfalls die Bezeichnungen „Capitulum Attendorniensis“ (1396) und „Chorkapitel zu Attendorn“ (1825).
Die Archivalien kamen nach der Auflösung des Chorkapitels ins Pfarrarchiv Attendorn. Von der Bibliothek gelangten knapp 300 Bücher in die Erzbischöflich-Akademische Bibliothek nach Paderborn.

## Pfarrkirche St. Johannes Baptist

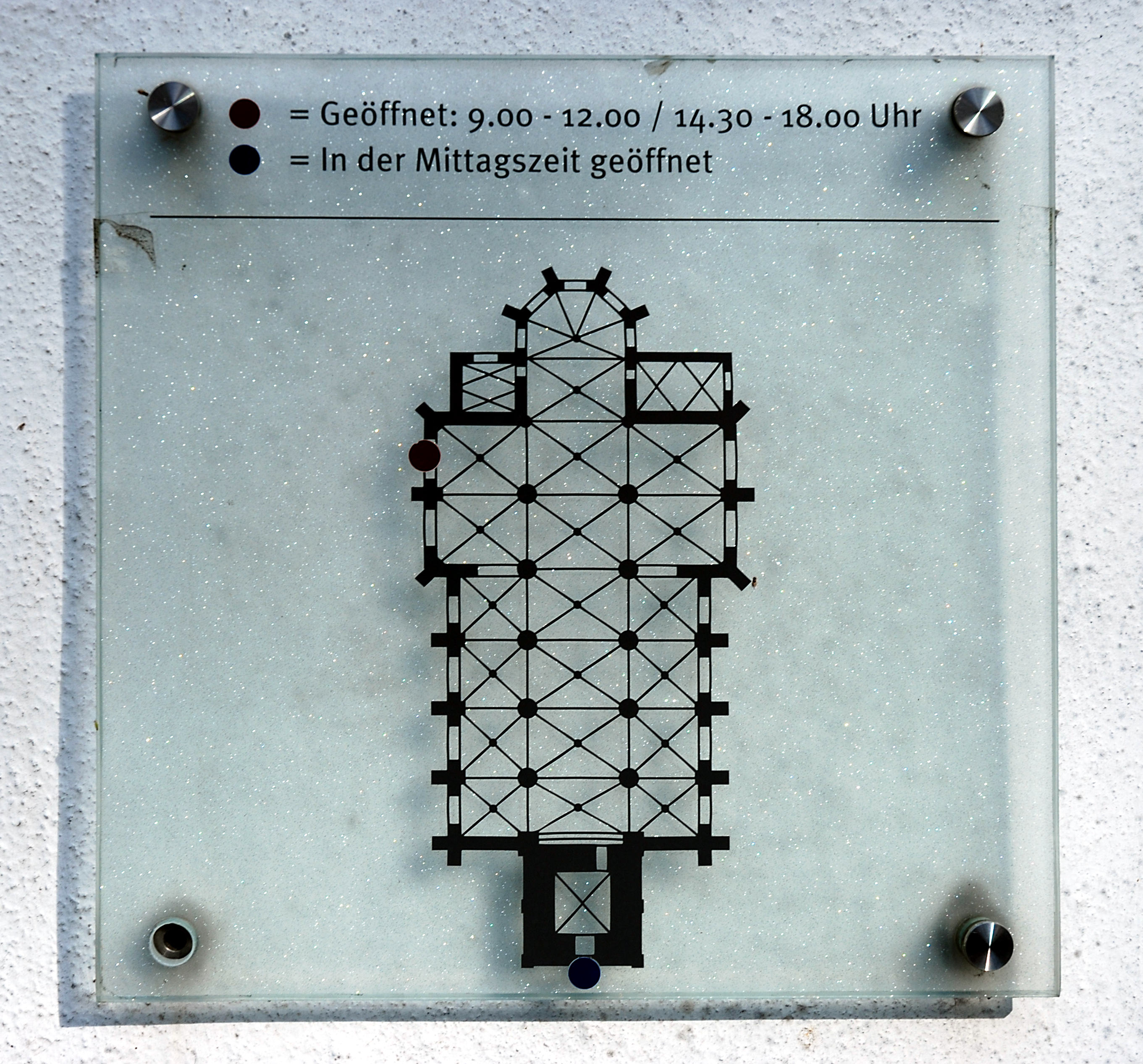
Grundriss der Kirche

Die Gemeinde gehört zum Pastoralverbund Attendorn.
Bei Grabungen im Jahr 1974 ließen sich drei Vorgängerbauten nachweisen, und zwar eine Saalkirche mit Rechteckchor aus dem 9. Jahrhundert, eine Basilika mit einem Rechteckchor und Westturm aus dem 11/12. Jahrhundert und eine Basilika mit einem Dreikonchentor und einem neuen Westturm aus der ersten Hälfte des 13. Jahrhunderts.
Die bestehende Kirche wurde, beginnend mit dem Chor, in der zweiten Hälfte des 14. Jahrhunderts errichtet. Dabei wurde der Turm der Vorgängerkirche erhalten. Die Kreuzrippengewölbe wurden im 19. Jahrhundert teilweise erneuert. Das Westportal wurde 1923/24 eingesetzt. Die beiden östlichen Seitenschiffjoche treten querschiffartig leicht hervor. Die westlichen Langhausjoche sind durch Zackenfries und Blendokuli gegliedert. Die Fenster sind drei- und vierbahnig.
Im Zweiten Weltkrieg wurde das Gebäude beschädigt. Bei einem Bombenangriff am 28. März 1945 wurden zunächst die Fenster zur Marktseite hin beschädigt, später traf eine weitere Bombe die Südwest-Ecke des Turms, der daraufhin Feuer fing. Die Flammen griffen auf das Kirchendach über, die Gewölbe und das Mauerwerk hielten den Flammen jedoch Stand. Der Wiederaufbau der Kirche, der unter anderem den Einbau einer neuen Orgel umfasste, dauerte bis 1962.
1980 wurde das Gebäude neu verputzt. In einer 2017 geweihten Andachtskapelle mit Beichtkapelle bildet ein Tabernakel des Künstlers Matthias Engert den Mittelpunkt. 2020 wurden Setzrisse an den südlichen und östlichen Außenmauern bekannt, die Tragfähigkeit des Gebäudes sei aber uneingeschränkt gegeben.

### Turm
Die Geschosse des romanischen Turmes aus dem 13. Jahrhundert sind durch Rundbogen, Lisenen und Zackenfriese gegliedert. Das Glockengeschoss ist durch rundbogige Öffnungen mit eingestellten Säulen gegliedert. Die Aufstockung aus gotischer Zeit ist mit einem zweifach gestuften Helm bekrönt, der 1948 wiederhergestellt wurde. Die Turmhalle ist zum Schiff hin geöffnet, der gewölbte Raum im Obergeschoss mit einer vierteiligen Arkade ist mit spätromanischen Drachen- und Blattkapitellen geschmückt.

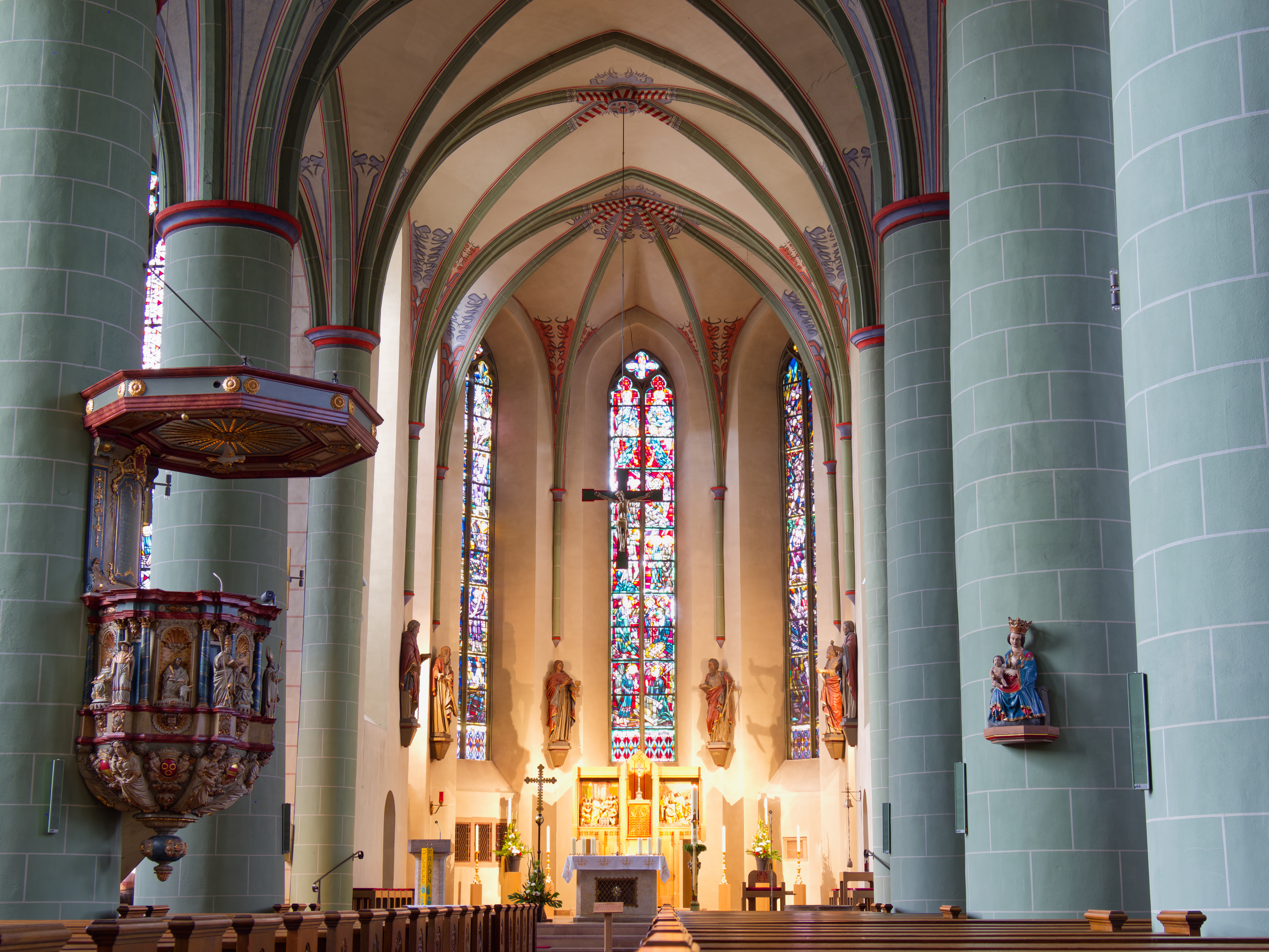
Innenansicht

Das nach dem Bombenangriff im Zweiten Weltkrieg neu errichtete, schmiedeeiserne Turmkreuz, das 1948 mittels eines Flaschenzuges auf die Turmspitze gezogen wurde, ist 7,28 Meter hoch und 2,80 Meter breit. Der kupferne Wetterhahn auf der Spitze hat eine Höhe von 85 Zentimetern. Das Kreuz wiegt rund 600 Kilogramm.

### Ausstattung
Die barocke Ausstattung wurde überwiegend in der Werkstatt von Johann Sasse angefertigt. Einige Stücke wurden bei einem Stadtbrand im Jahr 1783 zerstört, darunter befand sich auch, als zentrales Stück der Ausstattung, der Hochaltar. Von den älteren Teilen werden das spätromanische Vortragekreuz und die Vasa Sacra im Südsauerlandmuseum ausgestellt. Einige Barockfiguren stehen in der St. Barbara-Kirche.

#### Kanzel

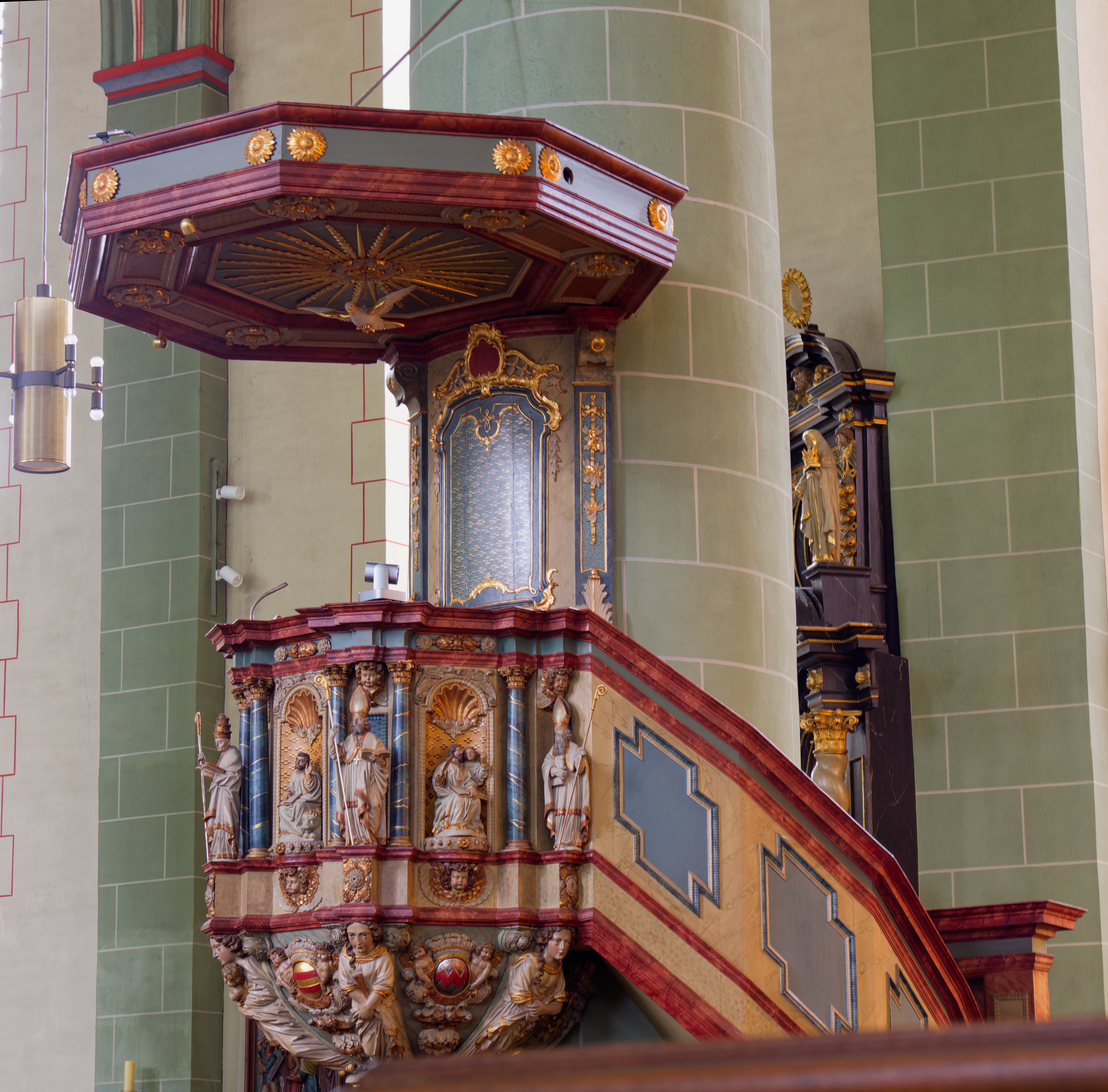
Die Kanzel

Die Kanzel gilt als eine der prächtigsten aus der Sasse-Werkstatt. Die farbenreiche Rokokofassung ist mit Gold abgesetzt. Der Kanzelkorb ist mit unter Baldachinen sitzenden Figuren der vier Evangelisten und stehend, der vier lateinischen Kirchenväter geschmückt. Die Evangelisten sind durch die beigegebenen Attribute erkennbar. Die Kirchenväter stehen, etwas vorgerückt, zwischen Säulen. Korb und Schalldeckel hängen an einer Säule, die von der Treppe umfasst wird. Der Kanzelboden ist mit Figurenreliefs verziert, die weibliche Karyatiden darstellen. Der Schalldeckel ist als flacher Schirm ausgearbeitet und nicht bekrönt. Der ursprüngliche Volutenaufbau ist nicht erhalten.

#### Südlicher Seitenaltar
Der südliche Seitenaltar wurde wahrscheinlich 1670 von Johannes Sasse angefertigt und ist dem hl. Sebastian geweiht. Das Hauptgeschoss ist ein von Spiralsäulen flankiertes Portal. Das Altarbild stellt das Martyrium des hl. Sebastian dar. Es wird dem 18. Jahrhundert zugeordnet. Der Name des Malers ist nicht überliefert. Als Vorbild diente ein Kupferstich von Jan Muller. Im oberen Teil des Altares stehen die Figuren der heiligen Anna und ihrer Tochter Maria. Darüber öffnet sich ein Sprenggiebel, der über der Kartusche eine goldene Sonne zeigt. Auf dem Gesims stehen Figuren des Antonius von Padua und von Antonius dem Einsiedler. Figuren der Elisabeth von Thüringen und des hl. Sebastian stehen auf dem Hauptgeschoss.

#### Nördlicher Seitenaltar
Der nördliche Seitenaltar mit weißen, gedrehten Säulen ist schwarz marmoriert. Er wurde um 1700 gebaut. Wesentliche Teile stammen aus einem ehemaligen Altar der Jakobus- und Andreasvikarie und einem Agatha-Altar, der in der Mitte des 19. Jahrhunderts stark verfallen war. Bei einer Renovierung im Jahr 1961 wurden die Figuren an einigen Stellen teilweise ergänzt. Auf dem Altar stehen Figuren der Heiligen Jakobus der Ältere, Elisabeth und Agatha. Die Heiligenfigur auf dem Postament am oberen Geschoss kann nicht zugeordnet werden, die Attribute sind verloren. Das obere Gemälde zeigt Gottvater mit einem Zepter und der Weltkugel, das untere stellt die Heilige Familie in einer wüstenähnlichen Landschaft dar. Im Zusammenhang ergeben beide Bilder die Darstellung der Trinität.

#### Christophorus

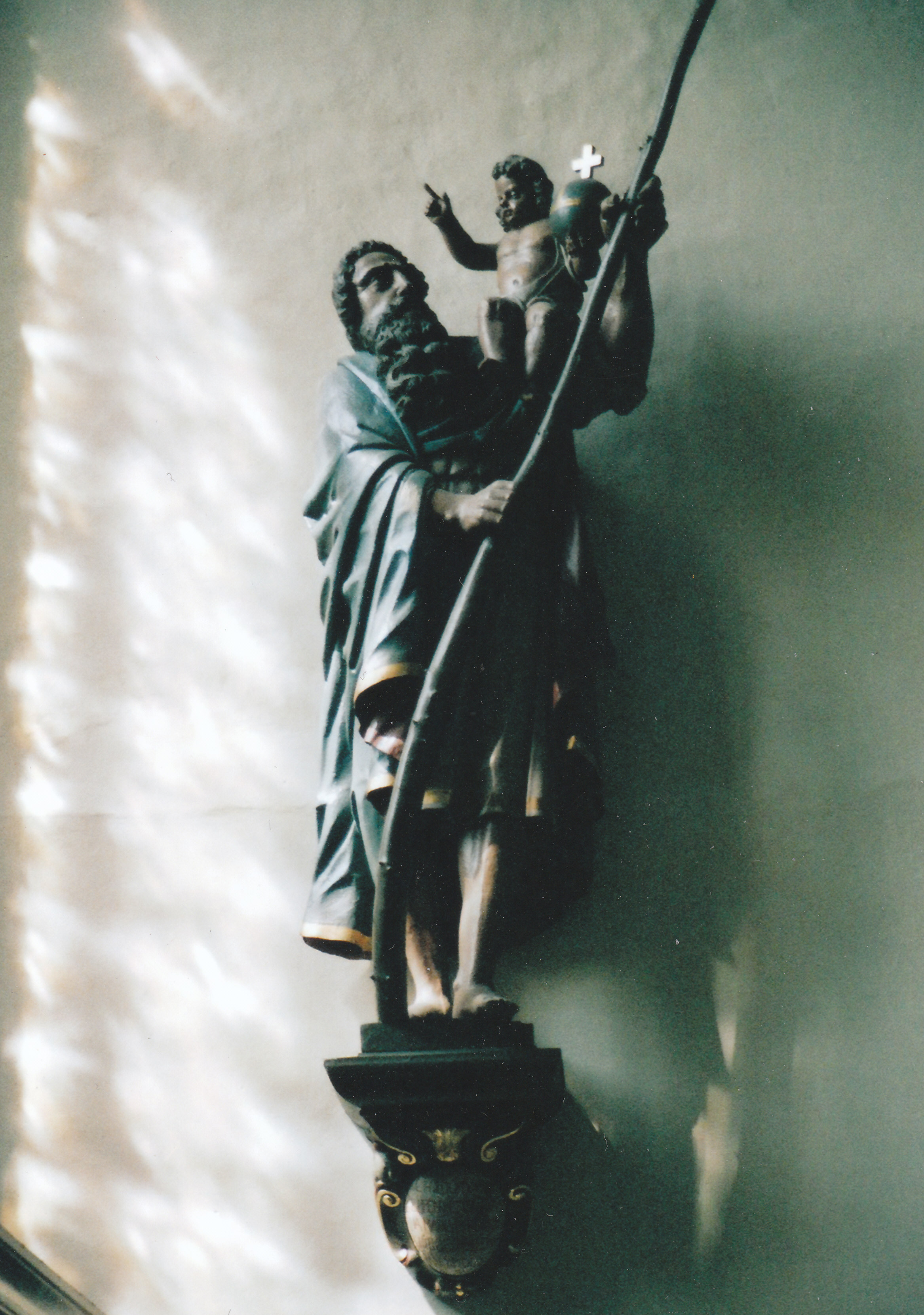
Figur des St. Christophorus

Im südlichen Seitenschiff steht eine überlebensgroße Figur des Christophorus. Mit einer Höhe von fast 3,50 Metern ist sie die größte Figur in der Kirche. Sie ist eine frühe Arbeit aus der Sasse-Werkstatt. Nach der Inschrift in der Kartusche unter der Konsole wurde sie 1680 von Christophorus Zeppenfeld und seiner Frau Anna Catharina Maria, geb. Christiani gestiftet. Die Figur erinnert an die gewaltige Darstellung des Heiligen in Paderborn, die 1619 von Heinrich Gröninger geschaffen wurde.

#### Sonstige Ausstattung
- Von den vermutlich ursprünglich zwölf Apostelfiguren sind sechs im Chor erhalten. Die lebensgroßen Figuren stammen aus der Sasse-Werkstatt. 1843 wurden von da noch acht erhaltenen zwei vom Holzwurm zerfressene Figuren entfernt, die übrigen gingen schon vorher verloren.
- Der Taufstein aus Trachyt ist vermutlich aus dem 11. Jahrhundert.
- Die Pietà aus Weichholz wurde im 14. Jahrhundert geschnitzt.
- Ein Kruzifix ist aus dem frühen 15. Jahrhundert.
- Aus der profanierten Josefskirche fanden eine Figur der Gottesmutter mit dem Jesuskind aus dem 14. Jahrhundert und eine Figur des heiligen Josef einen Platz in der Pfarrkirche.[6]
- Die Fenster der Kirche wurden von Walter Klocke gestaltet.

#### Orgel

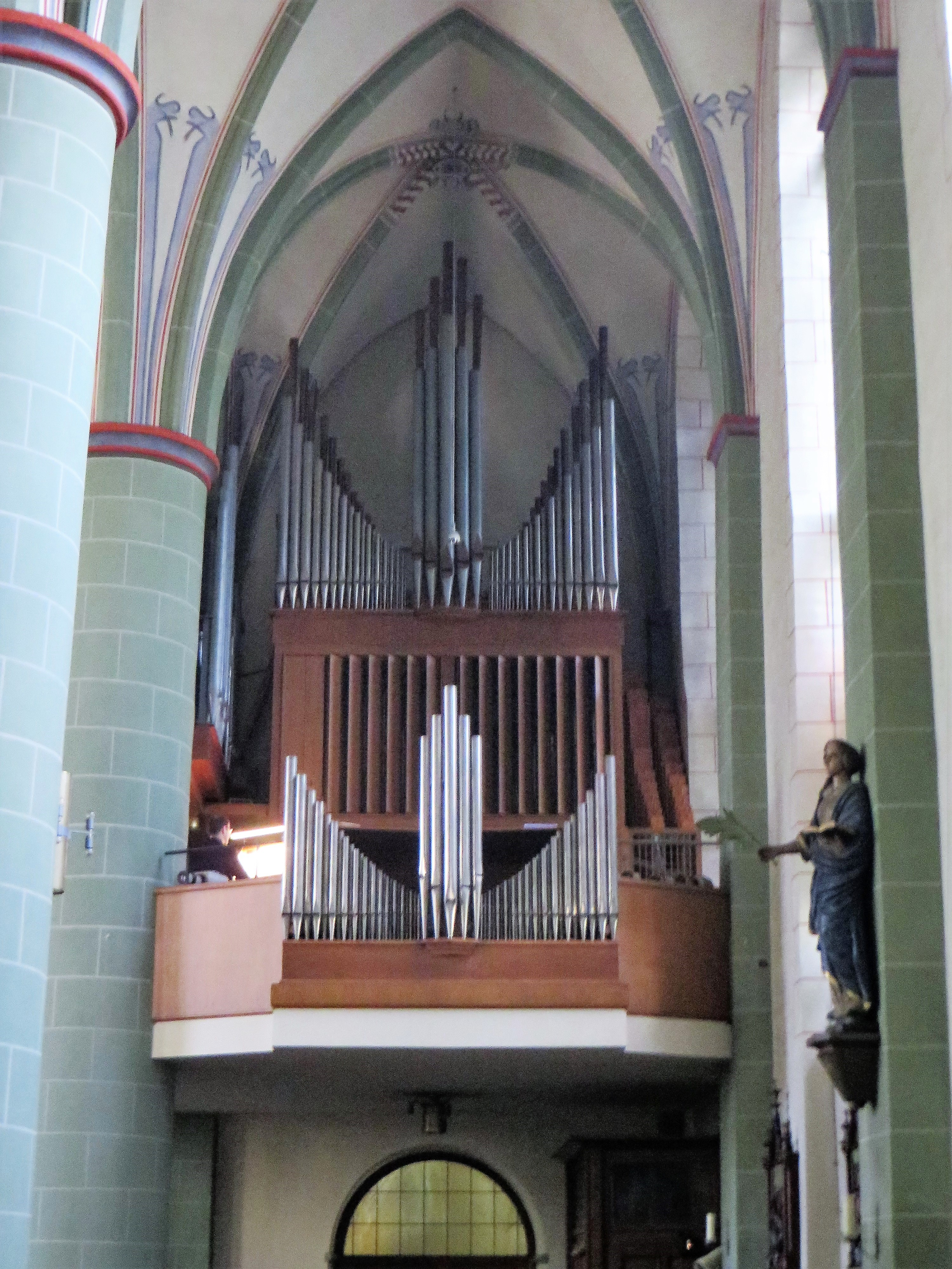
Blick auf die Orgel

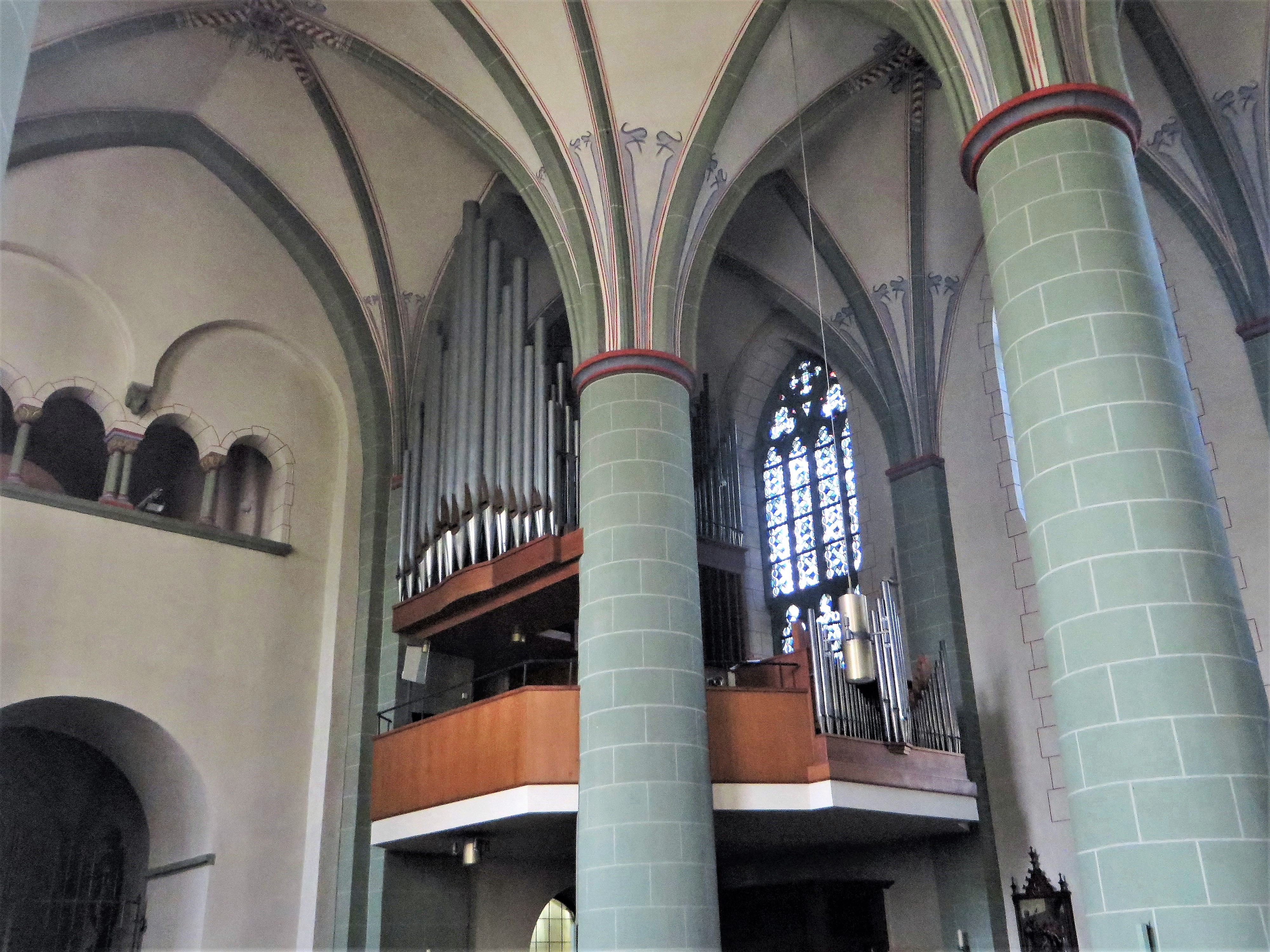
Blick auf die Orgel

Die Orgel wurde 1957 von der Firma Johannes Klais Orgelbau (Bonn) erbaut. Das Instrument hat 43 Register (Kegelladen) auf drei Manualwerken und Pedal. Die Spiel- und Registertrakturen sind elektrisch. Die Orgel mit rund 3.500 Pfeifen wurde 2013/14 für knapp 270.000 Euro umfassend restauriert. Die Arbeit übernahm erneut die Orgelbauwerkstatt Klais. Unter anderem wurde ein neuer Spieltisch eingebaut.
| I Rückpositiv C–g3 |                 |        |
| 01.                | Quintadena      | 08′    |
| 02.                | Holzgedackt     | 08′    |
| 03.                | Praestant       | 04′    |
| 04.                | Rohrflöte       | 04′    |
| 05.                | Principal       | 02′    |
| 06.                | Waldflöte       | 02′    |
| 07.                | Sifflöte        | 01 ⁄3′ |
| 08.                | Scharff IV      | 01′    |
| 09.                | Singend Regal 0 | 16′    |
| 10.                | Krummhorn       | 08′    |
|                    | Tremulant       |        |

| II Hauptwerk C–g3 |                  |        |
| 11.               | Gedacktpommer 0  | 16′    |
| 12.               | Principal        | 08′    |
| 13.               | Gedackt          | 08′    |
| 14.               | Octav            | 04′    |
| 15.               | Rohrflöte        | 04′    |
| 16.               | Nasard           | 02 ⁄3′ |
| 17.               | Hohlflöte        | 02′    |
| 18.               | Rauschpfeife III |        |
| 19.               | Mixtur VI        |        |
| 20.               | Bombarde         | 16′    |
| 21.               | Trompete         | 08′    |

| III Schwellwerk C–g3 |                  |    |
| 22.                  | Hohlflöte        | 8′ |
| 23.                  | Viola da Gamba 0 | 8′ |
| 24.                  | Vox coelestis    | 8′ |
| 25.                  | Principal        | 4′ |
| 26.                  | Blockflöte       | 4′ |
| 27.                  | Schwegel         | 2′ |
| 28.                  | Sesquialter II   |    |
| 29.                  | Mixtur V         |    |
| 30.                  | Trompete         | 8′ |
| 31.                  | Schalmei         | 8′ |
|                      | Tremulant        |    |

| Pedal C–f1 |                 |     |
| 32.        | Untersatz       | 32′ |
| 33.        | Principalbass 0 | 16′ |
| 34.        | Subbass         | 16′ |
| 35.        | Zartbass        | 16′ |
| 36.        | Octavbass       | 08′ |
| 37.        | Gedacktbass     | 08′ |
| 38.        | Choralbass      | 04′ |
| 39.        | Bassflöte       | 04′ |
| 40.        | Nachthorn       | 02′ |
| 41.        | Hintersatz VI   |     |
| 42.        | Posaune         | 16′ |
| 43.        | Basstrompete    | 08′ |

- Koppeln: I/II, III/I, III/II, I/P, II/P, III/P

#### Glocken
St. Johannes Baptist besitzt ein beeindruckendes neunstimmiges Geläut. Das Hauptgeläut bilden die acht Glocken im Hauptturm. Die weitere, erst im Juni 2022 gegossene, rund 50 kg schwere Glocke, die sich im Dachreiter über dem Altarraum befindet, ist eine Sologlocke, eine sogenannte Kleppglocke. Sie wird unter anderem kurz vor Beginn eines Gottesdienstes geläutet.
Der Glockenstuhl wurde nach den Zerstörungen im Zweiten Weltkrieg neu gebaut. Um das Gewicht des Geläuts von mehr als 13 Tonnen zu tragen, wurden die Bruchsteinmauer des Turms verdichtet und Stahlträger eingesetzt. Mit Ausnahme der größten Glocke, die eine Gussstahlglocke ist, sind die Glocken in Bronze gegossen.
| Glocke | Name                | Gussjahr | Giesserei                               | Gewicht | Schlagton |
| ------ | ------------------- | -------- | --------------------------------------- | ------- | --------- |
| 1      | Marienglocke        | 1927     | Buderus & Humpert in Wetzlar            | 4100 kg | a0 -7     |
| 2      | Josefsglocke        | 1962     | Friedrich-Wilhelm Schilling, Heidelberg | 2981 kg | b0 +2     |
| 3      | Johannesglocke      | 1962     | Friedrich-Wilhelm Schilling, Heidelberg | 2039 kg | c1 +1     |
| 4      | Annoglocke          | 1962     | Friedrich-Wilhelm Schilling, Heidelberg | 1564 kg | d1 =0     |
| 5      | Liboriusglocke      | 1962     | Friedrich-Wilhelm Schilling, Heidelberg | 903 kg  | f1 +3     |
| 6      | Christophorusglocke | 1962     | Friedrich-Wilhelm Schilling, Heidelberg | 708 kg  | g1 +1     |
| 7      | Engelbertglocke     | 1987     | Petit & Edelbrock, Gescher              | 603 kg  | a1 +3     |
| 8      | Barbaraglocke       | 1937     | Petit & Edelbrock, Gescher              | 265 kg  | c2 -6     |
| 9      | Kleppglocke         | 2022     | Glocken- & Kunstguss Hermann Schmitt    | ≈ 50 kg |           |